# Borevagnen
Borevagnen var ett svenskt husvagnsmärke som tillverkades 1964–1974 av företaget AB Åseleprodukter i Åsele.